# Gaurotes latiuscula
Gaurotes latiuscula är en skalbaggsart som beskrevs av Holzschuh 1993. Gaurotes latiuscula ingår i släktet Gaurotes och familjen långhorningar. Inga underarter finns listade i Catalogue of Life.